# 放大

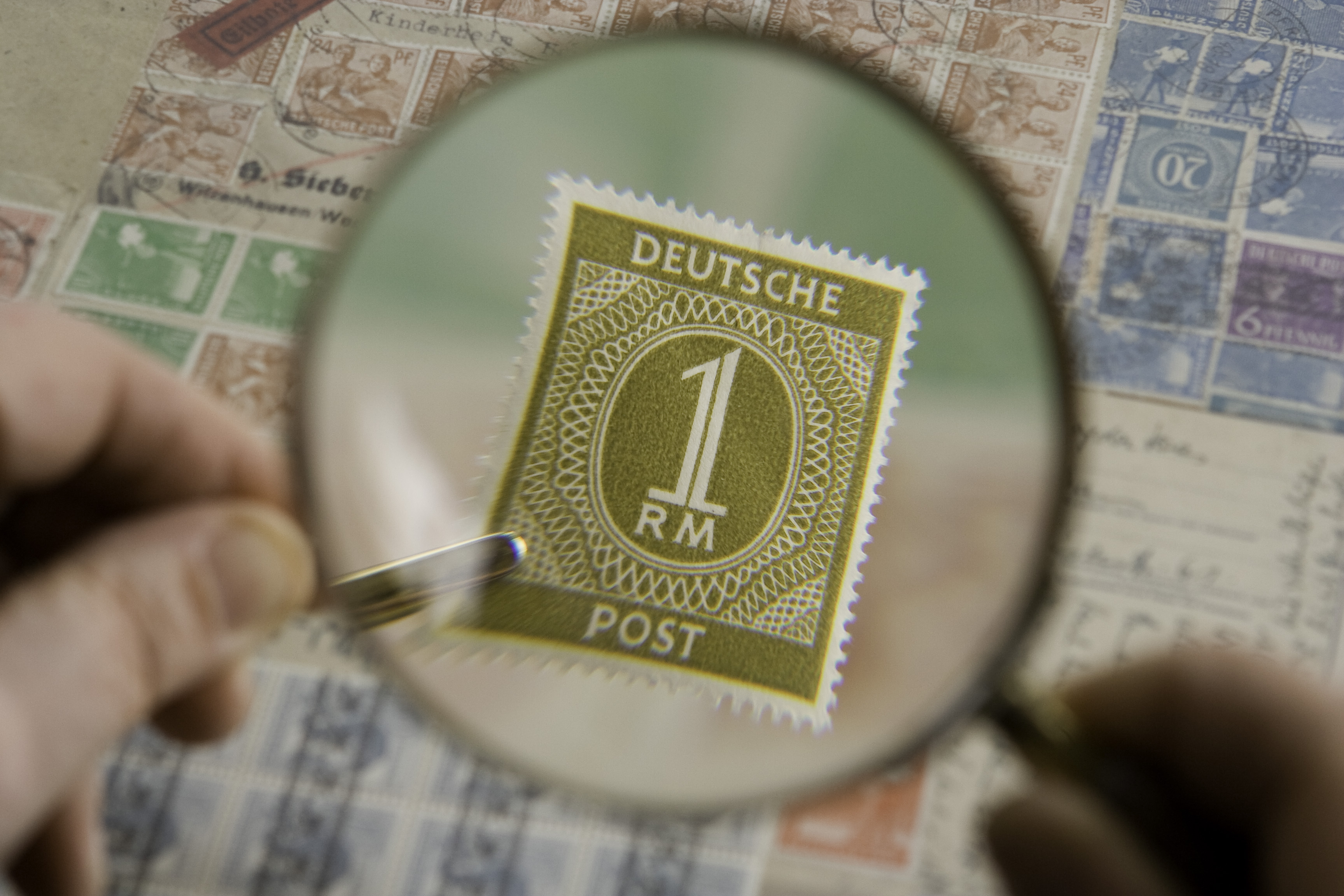
使用放大鏡時，看起來郵票會變大。

放大是將某物的表觀尺寸增加的過程，而不是實際尺寸的改變。  這種放大是通過一個計算的數值來量化的，這個數值也稱為"放大倍數"。這個數值小於一，它表示尺寸减小，有時稱為縮小或去放大。
通常，放大與視覺或圖像的放大率有關，使用顯微鏡、印刷科技或數位資料，增加分辯率，以便能够看到更多細節。在所有情况下，圖像的放大不會改變影像的透視。

## 放大率示例
有些光學儀器通過放大較小或較遠的物體來提供視覺幫助。
- 放大鏡：它使用凸透鏡，讓用戶通過透鏡將物體靠近眼睛，使物體看起來更大。
- 望遠鏡：它使用較大的目標透鏡或主鏡來創建遠處物體的圖像，然後允許使用者用較小的目鏡透鏡仔細檢查圖像，從而使物體看起來更大。
- 顯微鏡：它使小物體在舒適的距離上顯示為更大的圖像以供查看。顯微鏡的佈局與望遠鏡相似，只是被觀察的物體靠近物鏡，物鏡通常比目鏡小得多。
- 幻燈機：在螢幕上投影小幻燈片的圖像。攝影放大機是類似的儀器。

## 以數值表示的放大倍率（光學放大倍率）
光學放大倍率是物體的表觀尺寸（或其在圖像中的大小）與其真實尺寸之間的比率，因此它是一個無因次量。光學放大倍率有時被稱為「功率」（例如"10×功率"），然而這可能導致與光功率混淆。

### 線性或橫向放大
對於真實影像，例如投影在荧幕上的影像，尺寸表示線性尺寸（例如，以毫米或英吋為單位量測）。

### 角度放大率
對於帶有目鏡的光學儀器，目鏡中看到的影像（無限距離的虛擬影像）的線性尺寸無法給出，因此尺寸是指物體在焦點處的對向角度（角直徑）。嚴格地說，應該取該角度的正切（實際上，只有當角度大於幾度時，這才有區別）。因此，角度放大率由以下公式給出：
{\displaystyle M_{A}={\frac {\tan \varepsilon }{\tan \varepsilon _{0}}}}
此處{\varepsilon _{0}}是物體在物鏡前焦點處對向的角度，和{\varepsilon }是影像在目鏡後焦點處的對向角度。
例如，從地球表面看，月球圓盤的平均角大小約為0.52°。因此，通過放大10倍的雙筒望遠鏡，月球看起來視角度為5.2°左右。
按照慣例，對於放大鏡和光學顯微鏡，其中物體的大小是線性尺寸，和大小是一個角度，放大倍率是在目鏡中看到的視（角）大小與放置在不同視覺的常規最近距離時物體的角度尺寸之間的比率：距離眼睛25公分。

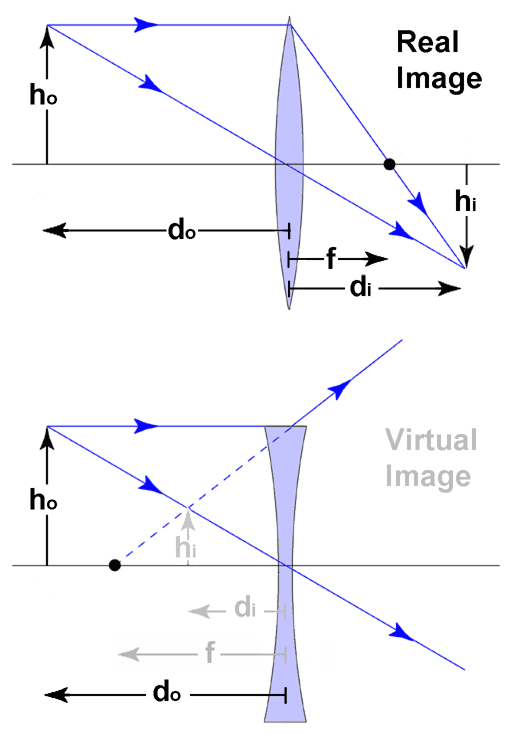
對一個薄透鏡，其中黑色尺寸是真實的，灰色是虛擬的。箭頭的方向可用於描述笛卡爾+/-標誌：從鏡頭中心開始，左或下=負，右或上=正。

### 通過儀器

#### 單透鏡
薄透鏡的線性放大倍率為
{\displaystyle M={f \over f-d_{o}}}
此處{\textstyle f}是焦距，{\textstyle d_{o}}是物體和透鏡的距離。請注意，對於實像，{\textstyle M}是負值並且是倒立的影像。對於虛像，{\textstyle M}是正值並且是正立的影像。
使用d_{i}表示鏡頭到影像的距離，h_{i}是影像的高度，和h_{o}是物體的高度，放大倍數可以寫成：
{\displaystyle M=-{d_{i} \over d_{o}}={h_{i} \over h_{o}}}
再次提醒注意，負放大倍率意味著圖像反轉。

#### 照相術
由攝影膠片或感光元件記錄的圖像始終是實像，並且通常是倒置的。當使用笛卡爾符號約定（其中x軸是光軸）測量倒置圖像的高度時，hi的值將為負數，因此M也將為負數。然而，攝影中使用的傳統符號慣例是"實像是正面的，虛像是負面的"。因此，在攝影中：物體的高度和距離總是真實和正值。當焦距為正時，圖像的高度、距離和放大倍率為真實 且為正數。只有當焦距為負時，圖像的高度、距離和放大倍率才為虛擬和負數。因此，「攝影放大倍率」公式傳統上表示為：
{\displaystyle M={d_{i} \over d_{o}}={h_{i} \over h_{o}}={f \over d_{o}-f}={d_{i}-f \over f}}
在攝影中，放大倍數 （页面存档备份，存于）通常存在於 1X、2X 等。或者有時以比率的形式（0.5：1，1：1，2：1等）。當使用不同的感測器時，相同的鏡頭在放大倍率上可能會有不同的反應。

#### 放大鏡
放大鏡的最大角度放大倍率（與肉眼相比）取決於玻璃和物體相對於眼睛的握持方式。如果鏡頭與物體保持一定距離，使其前焦點位於被觀察物體上，則放鬆的眼睛（聚焦到無限遠）可以用角度放大倍率查看圖像：
{\displaystyle M_{A}={25\ \mathrm {cm}  \over f}\quad }
此處，f 是透鏡的焦距（以釐米為單位）。  恆定的25 cm是眼睛"近點"距離的估計值&mdash，即健康的肉眼可以聚焦的最近距離。在這種情況下，角度放大倍率與眼睛和放大鏡之間的距離無關。
相反的，如果將鏡頭保持在非常靠近眼睛的位置，並且物體放置在比其焦點更靠近鏡頭的位置，以便觀察者聚焦在近點上，則可以獲得更大的角度放大倍率，接近
{\displaystyle M_{A}={25\ \mathrm {cm}  \over f}+1\quad }
對後一種情況工作的不同解釋是，放大鏡改變了眼睛的屈光度（使其近視），以便可以將物體放置在更靠近眼睛的位置，從而產生更大的角度放大倍率。

#### 顯微鏡
顯微鏡的角度放大倍率由下式給出：
{\displaystyle M_{A}=M_{o}\times M_{e}}
此處，M_{o}是物鏡的放大倍數，M_{e}是目鏡的放大倍率。物鏡的放大倍率取決於其焦距f_{o}和距離d在物鏡後焦平面和目鏡的焦平面之間（稱為管長）：
{\displaystyle M_{o}={d \over f_{o}}}
目鏡的放大倍率取決於其焦距f_{e}，並且通過與放大鏡相同的等式（上圖）計算得出。
請注意，天文望遠鏡和簡單的顯微鏡都會產生倒置的圖像，因此望遠鏡或顯微鏡的放大倍率方程通常用減號給出。

#### 望遠鏡
光學望遠鏡的角度放大倍率由下式給出：
{\displaystyle M_{A}={f_{o} \over f_{e}}}
在此處，f_{o}是物鏡的焦長，在折射望遠鏡是透鏡，或在反射望遠鏡是主鏡，和f_{e}是目鏡的焦長。

##### 望遠鏡放大倍數的量測
測量望遠鏡的實際角度放大倍率是困難的，但是可以使用線性放大倍率和角度放大率之間的倒數關係，因為線性放大倍率對於所有物體都是恆定的。
望遠鏡正確聚焦，以便在確定角度放大倍數的距離處觀察物體，然後將物鏡用作物體，其影像稱為出射瞳。可使用一種稱為拉姆斯登倍率計的儀器量測其直徑，該儀器由後焦平面上帶有千分尺的拉姆斯登目鏡組成。它安裝在望遠鏡目鏡前，用於評估出口瞳孔的直徑。這將比物鏡直徑小得多，它提供了線性放大（實際上是縮小），角度放大率可以通過下式得到：
M_{A}=1/M=D_{\mathrm {Objective} }/{D_{\mathrm {Ramsden} }}.

### 最大可用放大倍數
使用望遠鏡、顯微鏡或透鏡存在最大放大倍數，超過該放大倍數，影像看起來更大，但不會顯示更多細節。當儀器能够分辨的最細細節被放大，以匹配眼睛能够看到的最細的細節時，就會發生這種情況。超過此最大值的放大倍數有時稱為"空放大倍數"。
對於在良好大氣條件下運行的高品質望遠鏡，最大可用放大倍數受繞射限制系統的限制。實際上，它被認為是2×毫米孔徑或50×英寸孔徑；因此，直徑60mm的望遠鏡的最大可用放大倍數為120倍。
使用具有高數值孔徑的光學顯微鏡並使用油浸，最佳解析度為200 nm，對應於約1,200×的放大倍率。在無油浸的情况下，最大可用放大倍數約為800×。有關詳細資訊，請參閱光學顯微鏡的限定。
小型、廉價望遠鏡和顯微鏡有時配有放大倍數遠遠高於可用放大倍數的目鏡。

## 顯示影像的"放大"
在印刷物或線上顯示的圖片上，其放大倍數可能會產生誤導。期刊和雜誌的編輯經常調整影像大小以適合頁面，這使得圖例中提供的任何放大倍數都不正確。電腦螢幕上顯示的影像根據螢幕的大小而更改大小。比例尺（或微米尺）是疊加在圖片上的指示長度的條形。如果圖片有比例尺，則可以輕鬆計算出實際放大倍率。如果圖像的比例（放大倍數）很重要或相關，則包括比例尺比說明放大倍率更可取。